# Elena Cascarano
Elena Cascarano (Erba, 7 aprile 1989) è un'ex calciatrice italiana, di ruolo centrocampista.
Rimasta fedele alla maglia della società comasca nelle sue varie denominazioni per oltre vent'anni di carriera nel calcio femminile, dalle giovanili alla prima squadra, ha totalizzato, tra Serie B, Serie A2 e Serie A, oltre 200 presenze in campionato prima di decidere di lasciare il calcio giocato, nel dicembre 2021. All'annuncio del ritiro, il Como ha deciso di omaggiarla ritirando la maglia numero 7 con la quale ha calcato i campi di gioco.

## Biografia
Elena Cascarano nasce ad Erba e fin da piccola mostra interesse per il calcio conciliando la passione per lo sport e gli studi. Dopo le scuole dell'obbligo frequenta l'istituto magistrale conseguendo il diploma ed ottenendo ben presto un incarico come docente.
Dopo aver insegnato nelle scuole primarie ad Albavilla ed aver collaborato a progetti che la coinvolgevano a livello sportivo, tra l'altro responsabile della scuola calcio Pianeta Portiere a Orsenigo, frequenta la Facoltà di Scienze motorie dell'Università degli Studi di Milano ottenendo la laurea nel luglio 2014, quindi nell'ottobre successivo si trasferisce a Gravesend, Inghilterra, dove ricopre l'incarico di Physical Education Teacher (insegnante di educazione fisica).

## Carriera
Dopo aver iniziato a giocare a calcio a 7, con i maschietti, nei campionati organizzati dal Centro Sportivo Italiano (CSI) dall'età di 7 anni, cinque anni più tardi Cascarano decide di continuare l'attività agonistica nella sua prima squadra interamente femminile tesserandosi con il Como 2000, dove viene inserita nelle squadre giovanili per partecipare ai tornei di categoria fino al Campionato Primavera, vincendo in questo periodo un campionato Under-15 nel 2004.
Inserita in rosa con la squadra titolare dalla stagione 2005-2006 fa il suo esordio il 9 ottobre 2005, entrando al 18' del secondo tempo nella partita vinta per 2-1 sul Tradate. Da allora si ritaglia sempre più spazio e raggiunti i limiti d'età per giocare con le giovanili inserita stabilmente in prima squadra nella stagione 2007-2008. Al termine della stagione 2010-2011 contribuisce al ritorno in Serie A della società lariana; Concluso il Girone A della Serie A2 a pari merito con il ACF Milan, benché abbia perso per 0-1 lo spareggio con le rossonere, la squadra viene comunque ammessa alla massima serie in sostituzione della Reggiana, che rinuncia al campionato.
Benché formalmente a luglio 2014 abbia rinnovato l'impegno con la società e sia inserita in rosa, dopo la presenza durante la prima fase della Coppa Italia 2014-2015, nella la prima parte della stagione Cascarano, trasferitasi per lavoro nel Regno Unito, non riesce mai a scendere in campo.
Al suo ritorno in Italia rimane legata alla società per altre quattro stagioni, condividendo con le compagne il difficile periodo che vede la competitività del Como 2000 scemare dopo il ritorno in Serie A della stagione 2016-2017, scendendo, complice anche la profonda riforma del campionato italiano, nella rinnovata Serie C per la stagione 2018-2019.
Con il cambio di denominazione societario, con il "nuovo" Como che riparte dalla Serie C dalla stagione successiva, Cascarano continua a rimanere legata alla società lariana che torna in Serie B alla fine del campionato, seguendo le compagne anche per quella 2020-2021, con il Como che si fonde con la  Riozzese iscrivendosi come Riozzese Como.
Ancora in organico dall'estate 2021 con la società che muta nuovamente la denominazione in F.C. Como Women, Cascarano disputa la prima parte della stagione fino all'ultimo incontro del preliminari di Coppa Italia, annunciando il suo ritiro dal calcio giocato dopo il pareggio per 1-1 con il Sassuolo e il passaggio della sua squadra ai quarti di finale.

## Palmarès
- Campionato italiano di Serie B: 1

Como 2000: 2015-2016
- Campionato italiano di Serie A2: 1

Como 2000: 2010-2011
- Campionato italiano di Serie C: 1

Como: 2019-2020